# Dammtjärnet (Ärtemarks socken, Dalsland, vid Tormansbyn)
Dammtjärnet är en sjö i Bengtsfors kommun i Dalsland och ingår i Göta älvs huvudavrinningsområde.